# Ceas solar

Vedere de sus a unui ceas solar ecuatorial

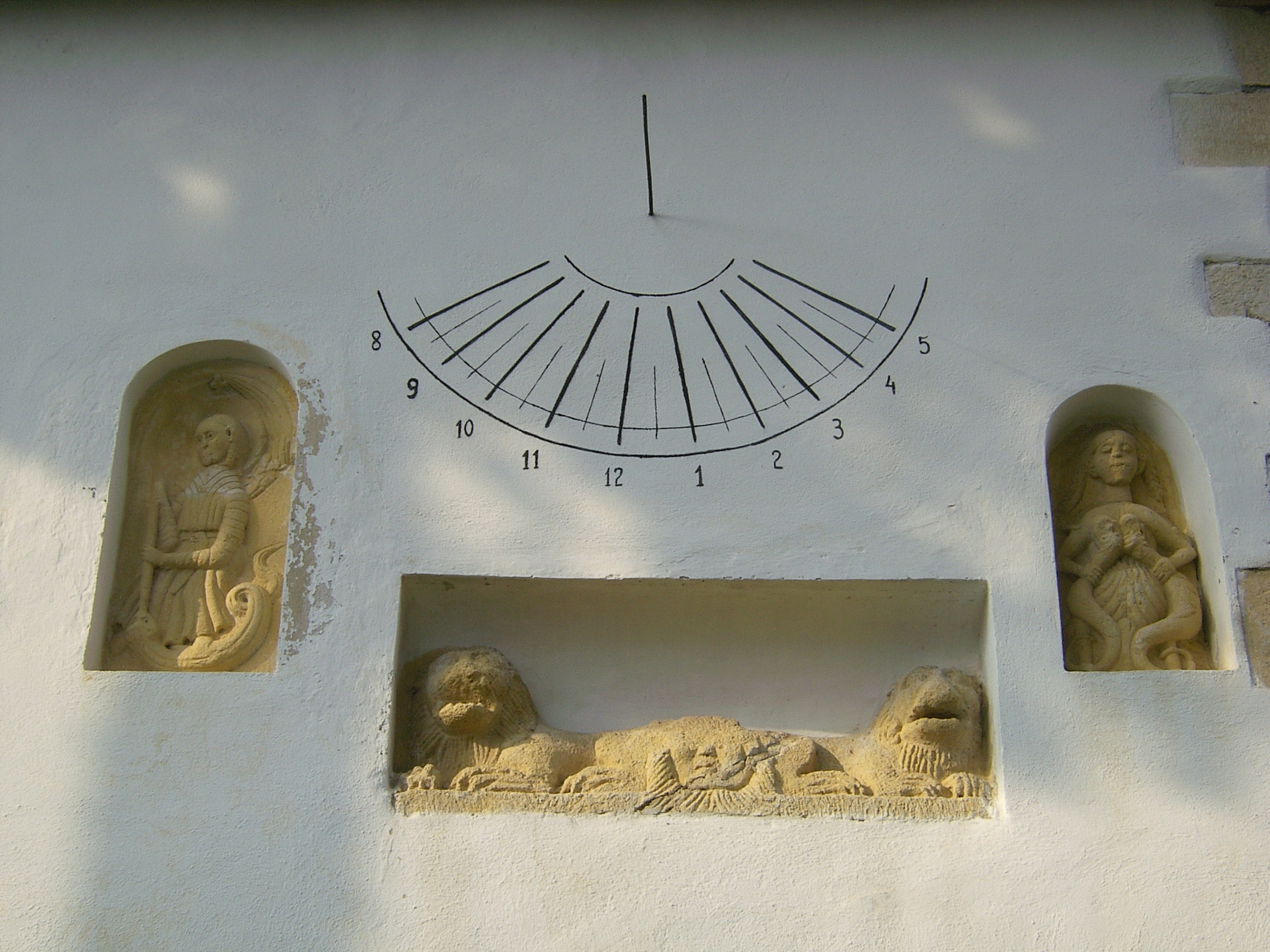
Ceasul solar al Bisericii romanice din Mănăstireni

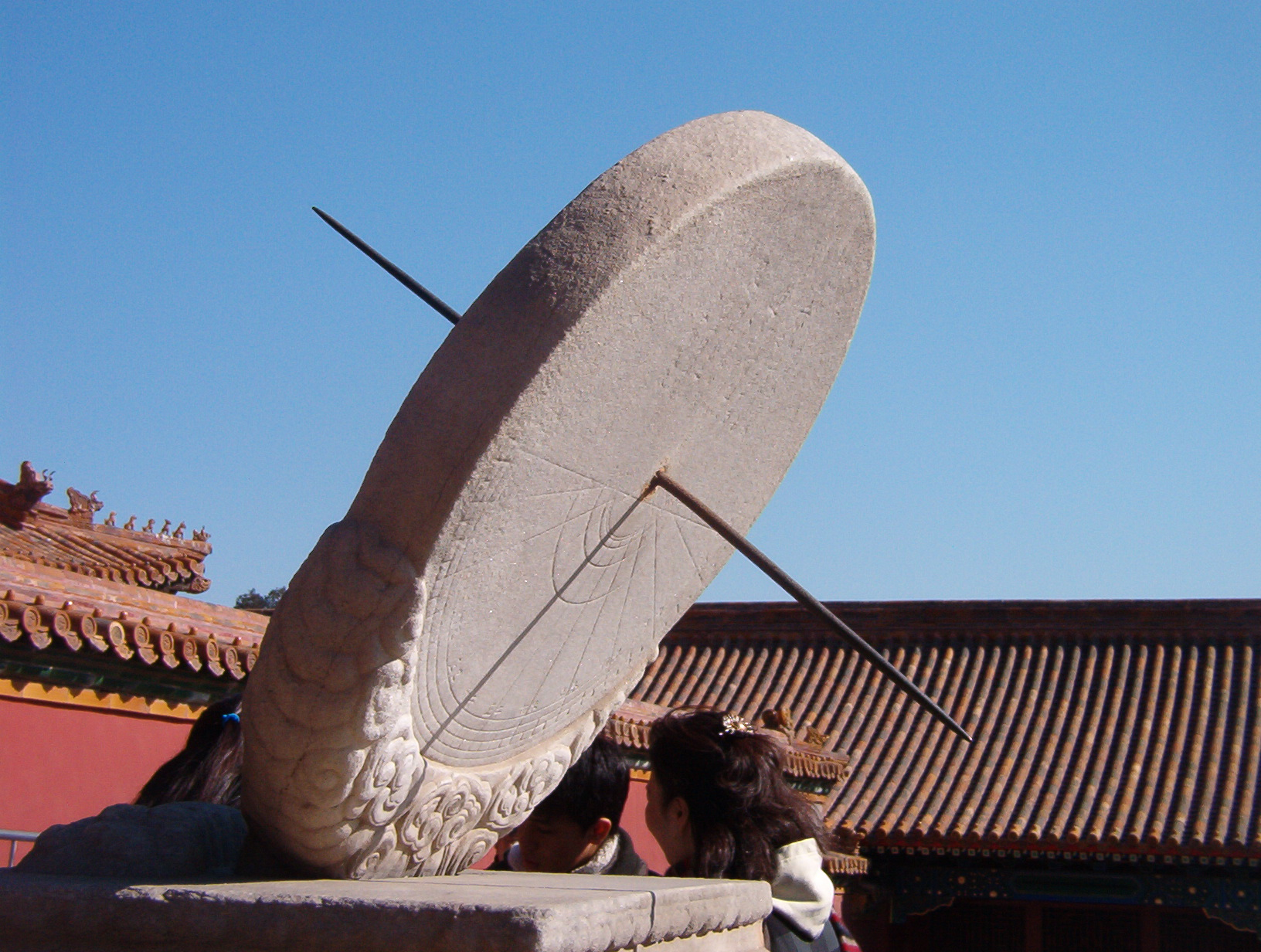
Un ceas solar ecuatorial din Orașul Interzis, Beijing, China

Cadranul solar sau ceasul solar este un mijloc de măsurare a timpului în funcție de poziția Soarelui. Modelele obișnuite cum ar fi cadranul solar orizontal, este format dintr-o tijă indicatoare denumită gnomon și o suprafață gradată cu mai multe linii ce indică orele zilei. În funcție de mișcarea Soarelui, umbra gnomonului se aliniază progresiv cu liniile marcate, indicând astfel momentele din zi. Gnomonul este de obicei aliniat cu axa de rotație a Pământului. Prin urmare, el trebuie să indice spre Nordul geografic și unghiul dintre acul indicator și planul orizontal trebuie să fie egal cu latitudinea geografică a locului unde se află cadranul solar. Totuși, multe cadrane solare nu respectă această descriere și funcționează după principii diferite.

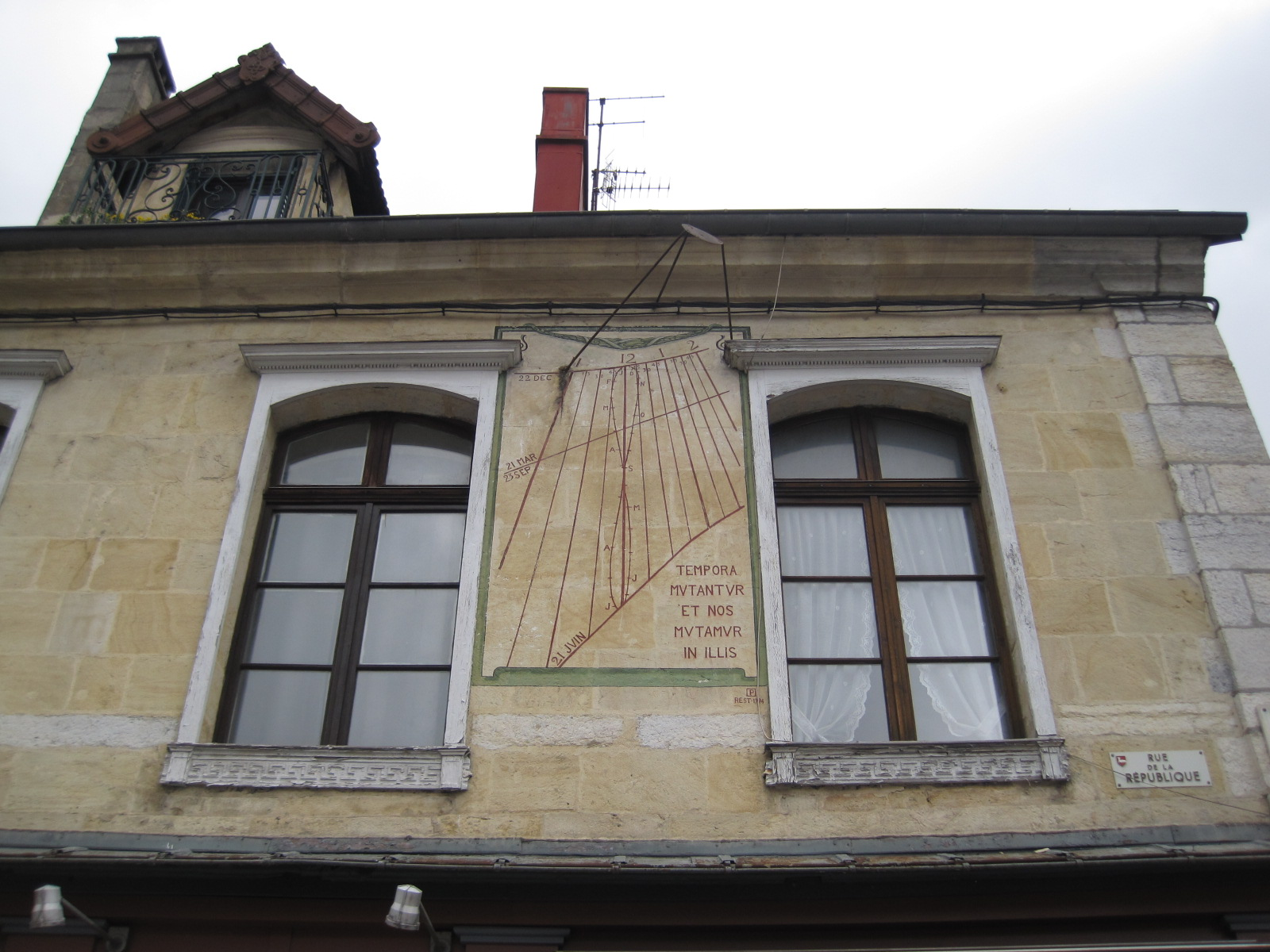
Cadran solar pe o casă din Pontarlier (Franța), cu analemă de corectare a timpului.

## În România
Cel mai vechi ceas solar din România expus în aer liber se află pe Biserica Romano-Catolică Calvaria din Cluj-Napoca. În anul 1813 a fost instalat un ceas solar pe Catedrala Adormirea Maicii Domnului din Iași.